# Calle del Doctor Baeza
La calle del Doctor Baeza es una vía pública de la ciudad española de Segovia.

## Descripción
La vía, que conecta la calle de la Plata con la de Blanca Silos, honra con el título al religioso y escritor Tomás Baeza González (1816-1891), natural de la localidad segoviana de Lastras de Cuéllar y que centró sus escritos en la historia y la cultura de la provincia. Aparece descrita en Las calles de Segovia (1918) de Mariano Sáez y Romero con las siguientes palabras:

Doctor Baeza.—Es limitada por las calles de la Plata y de Cantarranas. Es calle mala y sin importancia histórica ni urbana y hace honor al ilustre eclesiástico D. Tomás Baeza y González, nacido en Lastras de Cuéllar en 1816. Catedrático de Teología en el Seminario, canónigo y magistral de la Colegiata de San Ildefonso, canónigo en Ávila, deán en Ciudad Rodrigo, y en 1866 deán de la Catedral de Segovia, que lo fué hasta su muerte en 12 de septiembre de 1891. Fué director del Instituto provincial de esta Ciudad, capellán de honor y predicador de S. M. Pero en lo que más se distinguió Baeza, además de ser virtuoso sacerdote, orador elocuente e ilustre literato, fué en su amor y laboriosidad por la historia de su patria, según el lema que puso al frente de sus obras: Todo por la Historia y gloria de Segovia. Escribió mucho y bueno sobre Segovia, y coleccionó libros, estampas, moendas, medallas y dejó a su muerte algunas obras inéditas, que es lástima no se hayan publicado. Sus principales trabajos dados a conocer, además de sermones, novenas y ejercicios devotos, son: Lectuas segovianas, la continuación del 4.º tomo de la Historia de Colmenares, que trata de los Escritores segovianos. Biografía de Colmenares y del Dr. Juan Antonio González. Historia de la imagen de Nuestra Señora de la Fuencisla. Apuntes biográficos de escritores segovianos. Reseña histórica de la imprenta en Segovia y Catálogo de colecciones segovianas.
(Sáez y Romero, 1918, pp. 60-61)